# Арабска култура
Арабската култура е култура, създадена от арабите по време на тяхното историческо развитие. Езикът, литературата, изкуството, архитектурата, музиката, духовността, мистицизмът, гастрономията – всички те са част от културното наследство на арабите.
Терминът „арабска култура“ понякога се разширява до всички онези култури, които са създадени през Средновековието, както от арабските народи, така и от народите в Близкия и Средния Изток, Северна Африка и Югозападна Европа, оказали се след това във властта или под прякото влияние на Арабския халифат. Общата външна особеност на всички тези култури е арабският език. Арабите творчески асимилират културата на древния свят – гръцко-елинска, римска, египетска, арамейска, иранска, индийска и китайска, като я възприемат от покорените или съседните народи с участието на подчинените народности – перси, хорезмии (сега узбеки и туркмени), таджики, азери, бербери, андалуси и други. Арабите правят важна стъпка в развитието на човешката цивилизация.

## История
Арабската култура, чиято люлка е Арабия, е предшествана от културата на населението на Южна Арабия, която говори сабейски и има своя писменост. Арабската култура изпитва влиянието на тази култура, както и на културите в регионите на Западна Азия и Египет, където в древни времена са се заселили някои араби, и на арамейското население в областите на днешна Сирия, Ливан, Палестина и Ирак. През IV век арабите вече са създали писменост, една от разновидностите на арамейския курсив.
През VII век в Арабия се образува Арабският халифат – теократична държава, която чрез редица завоевания към средата на VIII век прераства в голяма феодална империя, която включва (освен страните от Арабия) Иран, Афганистан, част от Близкия Изток, Централна Азия и Северозападна Индия, страните от Северна Африка и голяма част от Иберийския полуостров (Андалус). Арабските феодали са утвърждават исляма и арабския език в завоюваните страни. Някои от държавите, които са завладяха, се арабизират, други запазват своята културна и езикова независимост, но арабският език в тези страни е универсално използван в науката (също като латинския в средновековна Европа). Центрове на арабската култура в различни периоди са Дамаск, Багдад, Кордоба, Кайро и други градове. През ІХ – Х век, характеризиран от учените като „епоха на мюсюлманското Възраждане“, водещите културни центрове са Бухара и Хорезъм.
Развитието на арабската култура след разпадането на халифата (VIII-X в.) – този изкуствен конгломерат от народи с различни нива на развитие, удържан главно с военната мощ на арабските завоеватели, продължава в новообразуваните арабски държави. Упадъкът на арабската култура започва през 16 век след завладяването на повечето арабски страни от турците.

## Региони
С течение на времето се оформят регионални културни особености, най-общо разделени на следните региони: Магреб (Мароко, Алжир, Тунис, понякога Либия и рядко Мавритания), Плодородният полумесец (включващ Ирак, Египет, Ливан, Йордания, Сирия, Палестина) и Арабския полустров (включващ Кувейт, Бахрейн, Катар, Саудитска Арабия, Оман, ОАЕ и др.)

## Арабска литература
Свещената арабска книга Коран се счита за създадена от Бог и висше проявление на литературно съвършенство. Тъй като представлява божествено изявление, той не може да бъде превеждан на друг език. Затова изучаването на арабски език е задължително за всеки, приел исляма, нищо че майчиният му език може да се различава значително по структура. Коранът се превръща в източник на житейска философия, свързан е неразривно с теологията, лексикологията, историографията и мистицизма. Дори и в най-светските произведения могат да се открият алюзии към свещената книга, а свързани с него образи изпълват цялата ислямска проза и поезия. Наред с това се създава и оригинална литература със знаменателни и нравоучителни сюжети, като най-известен пример е сборникът Хиляда и една нощ. Множество сюжети са преработка на персийски и гръцки разкази.
Поезията е на почит в Арабия още от времето на пророка Мохамед, а и преди това, като се свързва със спомена за номадското минало. Арабите използват особена форма на поезия, свързана с любовната лирика, сатирата и панегирика. Тези жанрове процъфтяват по времето на Омаядите и Абасидите. Поетите се стараят да усъвършенстват старите форми и да ги обогатят с нови теми, свързани с изтънчения начин на живот в градските центрове, но и с духа на исляма. Поезията е неизменно развлечение в дворовете на арабските принцове. Известно е името на поета Абу Нувас, творил във всички жанрове на арабската поезия. Възражда се и изкуството на красноречието. Появяват се трудове, посветени на ислямския закон, най-вече дело на учени от Арабия и Хиджаз:с. 174 – 5.

## Архитектура и изобразително изкуство
Макар че първите мюсюлмани водят номадски живот, по-късните постижения на ислямската архитектура са забележителни. Постепенно аскетизмът в строителството е изместен от великолепие и разкош, сравним с предходните архитектурни достижения на Персия и Византия. Постепенно богатите халифи започват да строят дворци, снабдени с акведукти, фонтани, бани. Създават се градски административни центрове и арабската цивилизация се превръща от номадска в градска. Във всяко арабско селище присъстват джамия и голям покрит базар:с. 175 – 6.
Сред най-ранните примери на джамии, които са запазени само като описания, тези в Куфа и Басра в Ирак и в Ал Фустат в Египет, които са от типа сгради с колони, ограждащо вътрешното пространство (хипостил). Общото при тях е, че са изградени в новосъздадени градове. Там, където строежът протича в завладените селища на други народи, нещата са по-сложни: примери за това са Йерусалим и Дамаск, съответно Куполът на скалата с джамията Ал-Акса и Омаядската джамия. В Йерусалим арабите използват изоставеното място на еврейски храм на Храмовия хълм, преднамерено оставено празно от християните. В Дамаск джамията е издигната върху руините на голям римски храм на Юпитер, върху друг участък от който е имало църква, посветена на Йоан Кръстител. Така във вътрешността на джамията е запазен параклис на Йоан Кръстител.